# Město na pokraji věčnosti
Město na pokraji věčnosti (v anglickém originále The City on the Edge of Forever) je 28. díl první řady seriálu Star Trek. Premiéra epizody proběhla 6. dubna 1967.
Epizoda se v roce 1968 dočkala ocenění ceny Hugo za Nejlepší dramatické dílo. Podobného úspěchu se dostalo z první série také epizodě Zvěřinec.
Příběh napsal Harlan Ellison, ale děj byl následně ještě mnohokrát upraven. Kamenný kruh, který se zve Strážcem a je branou času, se také objevuje v epizodě Co se nestalo seriálu The Animated Series, kde skrze něj prochází pan Spock, aby zachránil sama sebe při zkoušce z dospělosti.

## Příběh
Kosmická loď USS Enterprise (NCC-1701) vedená kapitánem Jamesem Tiberiem Kirkem proplouvá vesmírnou turbulencí, kterou se pan Spock snaží zmapovat za pomocí senzorů. Při jednom z otřesů je zraněn poručík Sulu. Kapitán Kirk nechává přivolat vrchního lékaře McCoye, který bezvládného kormidelníka přivede k vědomí dávkou kordrazinu. Při jednom z dalších otřesů si však omylem zabodne injekční stříkačku do břicha sám a dostane se mu tak do těla mnohonásobně vyšší dávka. Ihned poté McCoye popadne paranoia a uteče z můstku. Zatímco jej ostatní hledají, zneškodní šéfa přepravy a využije transportér pro přenesení se na povrch planety. Kapitán Kirk, pan Spock, poručík Uhura, šéfinženýr Scott a pár členů ochranky se vydávají na povrch planety.
Tam, ještě dříve než Dr. McCoye, objevují neznámý kamenný kruh, skrze který na ně promlouvá bytost, označující se za Strážce věčnosti. V kamenném kruhu se promítá celá historie lidstva a Strážce vypovídá, že jde o průchod do libovolné doby času. Pro kapitána je to představa lákavá, ale pan Spock upozorňuje, že staletí na tomto "filmu" utíkají velmi rychle a trefit konkrétní den je de facto nemožné. Mezitím se objevuje McCoy, kterého nejprve Spock uspí svým nervovým hmatem. Když ale s kapitánem nadále zkoumají správcovo okno do minulosti, probudí se a projde skrz něj do minulosti. Spock vypočítá do které doby patrně přešel a na základě odhadu se rozhodnou s kapitánem Kirkem projít za ním. McCoy totiž něco v minulosti změnil a celý výsadek se ocitl beze spojení s Enterprise a je dosti pravděpodobné, že ani lidská civilizace není taková, jakou jí znají.
Společně se objevují v New Yorku ve 30. letech 20. století. Díky svému oblečení se samozřejmě ihned stávají středem pozornosti a to i místního strážníka. Daří se jim však uprchnout a ukrýt se v misii na 29. ulici. Tam se setkávají s Edith Keelerovou, vedoucí misie pro bezdomovce. Edith kapitána Kirka zaujme od prvního pohledu, ale také proslovem, kdy detailně popíše budoucnost cestování do vesmíru. McCoy se má v jejich době objevit zhruba do týdne. Spock by potřeboval palubní počítač, který by mu podařil najít moment, kdy byla změněna budoucnost k horšímu a tak se nechají oba zaměstnat v misii a postupně sestavují počítač z elektronek. Než Spock dá dohromady fungující stroj, Kirk velmi přilne k Edith. Po prvním spuštění počítače Spock najde její nekrolog v novinách z roku 1930. Ovšem při dalším spuštění se zobrazí noviny s článkem, kterak Edith Keelerová jednala s prezidentem. Je zřejmé, že Edith je tím mezníkem, kdy se změnila budoucnost a McCoy má právě změnit správný směr toku dějin. Není ale jasné, jestli "Kostra" mladou dívku zabije nebo naopak zachrání před smrtí. Spock zvažuje i variantu, že vlastně nemusí jít přímo o McCoye, ale mohou změnit budoucnost oni – tím, že se za ním vydali. Doporučuje kapitánovi, aby se nesnažil Edith pomoci v případě jejího ohrožení. Zatímco Spock opravuje jeho domácí počítač, ve městě se zhmotňuje Dr. McCoy, kterého stále zmítá šílenství a paranoia. Když omdlí, jeden z bezdomovců jej okrade o phaser, kterým se záhy vymaže ze světa. Značně vyčerpaný McCoy doráží do misie, ale pouze o moment se míjí s kapitánem a Spockem. Když Spock opravil počítač, daří se získat celistvé informace. Edith Keelerová v "nové budoucnosti" usiluje o světový mír a daří se jí protáhnout výzkum atomové bomby. Tento průtah přichází v nesprávnou dobu a nacistické Německo má tak atomové zbraně dříve a za pomoci raket V-2 s jadernou hlavicí si podmaní svět. Ze zprávy je zřejmé, že Edith musí zemřít, pakliže má jít čas ve správných kolejích. Kirk je postaven do složité situace. Edith, kterou velice miluje, musí zemřít, aby miliony lidí mohly žít. Spock mu vysvětluje, že její čas musí přijít, a proto je i jejich povinnost zabránit McCoyovi v tom, aby ji zachránil. Opět zdůrazňuje, že nemusí jít jenom o McCoye, protože kapitán při jednom rozhovoru zachytí Edith při pádu ze schodů. Jenom o pár místností vedle se McCoy úplně dostává z účinků kordrazinu. Edith, která o něj celou dobu pečovala, je mu velmi sympatická. Dokonce se mu i zmiňuje, že jde večer na film do kina. Když Edith vyráží s Jimem do kina, zmíní se o Dr. McCoyovi. Kirk si uvědomuje, že onen čas se blíží a běží přes ulici za Spockem k misii. V ten moment se objevuje ve dveřích McCoy. Edith nechápe a chce přejít ulici k nim, ale nevšimne si blížícího se automobilu. Kirk podvědomě vyrazí k ní, ale Spock jej zarazí. O moment později chce vyrazit na její záchranu doktor McCoy, ale kapitán Kirk jej zachytí a nepustí k ní.
Kostra se nechápavě kouká na kapitána a ptá se „Víš, co jsi právě udělal, Jime? Mohl jsem ji zachránit!“. Kirk s bezmocným pohledem odejde opodál, aniž by vydal hlásku a pouze Spock oznamuje doktorovi „On to ví, doktore. On to ví.“. Všichni tři se pak vrací oknem času na planetu v budoucnosti, kde jim strážce oznamuje, že vše je jako dřív. Také jim nabízí další podobné cesty, ale Kirk dává rozkaz k transportu na Enterprise.